# استیگ ارن گونستاد
استیگ ارن گونستاد (انگلیسی: Stig-Arne Gunnestad؛ زادهٔ ۱۲ فوریهٔ ۱۹۶۲) ورزشکار کرلینگ اهل نروژ است.